# Galeria Katowicka
Galeria Katowicka – galeria handlowa znajdująca się przy ul. 3 Maja 30 w Katowicach. Galeria powstała równolegle z modernizacją głównego dworca kolejowego w Katowicach oraz dworca autobusów miejskich – tworzy z nimi jeden kompleks.

## Historia obiektu
W 2007 roku PKP podjęły decyzję o modernizacji dworca kolejowego w Katowicach i jego najbliższej okolicy. Inwestycja zakładała budowę dworca kolejowego, podziemnego dworca autobusowego, Galerii Katowickiej, budynku biurowego oraz przebudowę infrastruktury drogowej oraz reorganizację i uporządkowanie przestrzeni miejskiej w okolicy dworca. Konkurs na przeprowadzenie całości inwestycji wygrała hiszpańska spółka Neinver. 31 maja 2011 roku nastąpiło wmurowanie kamienia węgielnego pod budowę nowego dworca i galerii. Generalnym wykonawcą inwestycji był Strabag Sp. z o.o. Otwarcie galerii nastąpiło 18 września 2013 roku o godzinie 10. Pierwszym właścicielem galerii były Neinvera (firma która zbudowała obiekt) oraz spółka Polskie Koleje Państwowe. Około 2010 roku połowę udziałów w galerii kupił Meyer Bergman European Retail Partners, a w późniejszym czasie dokupił resztę. Meyer sprzedał galerię funduszowi emerytalnemu Employees Provident Fund of Malaysia w marcu 2018 roku.

## Opis obiektu
W galerii o powierzchni użytkowej 52000 m² znalazło się blisko 250 sklepów i punktów usługowych, multipleks oraz parking podziemny z 1200 miejsc parkingowych. Przed galerią znajduje się stojak na rowery. Galeria posiada siedem kondygnacji: poziomy parkingowe -3 i -2, oraz poziomy handlowo-usługowe od -1 do +3.

## Galeria

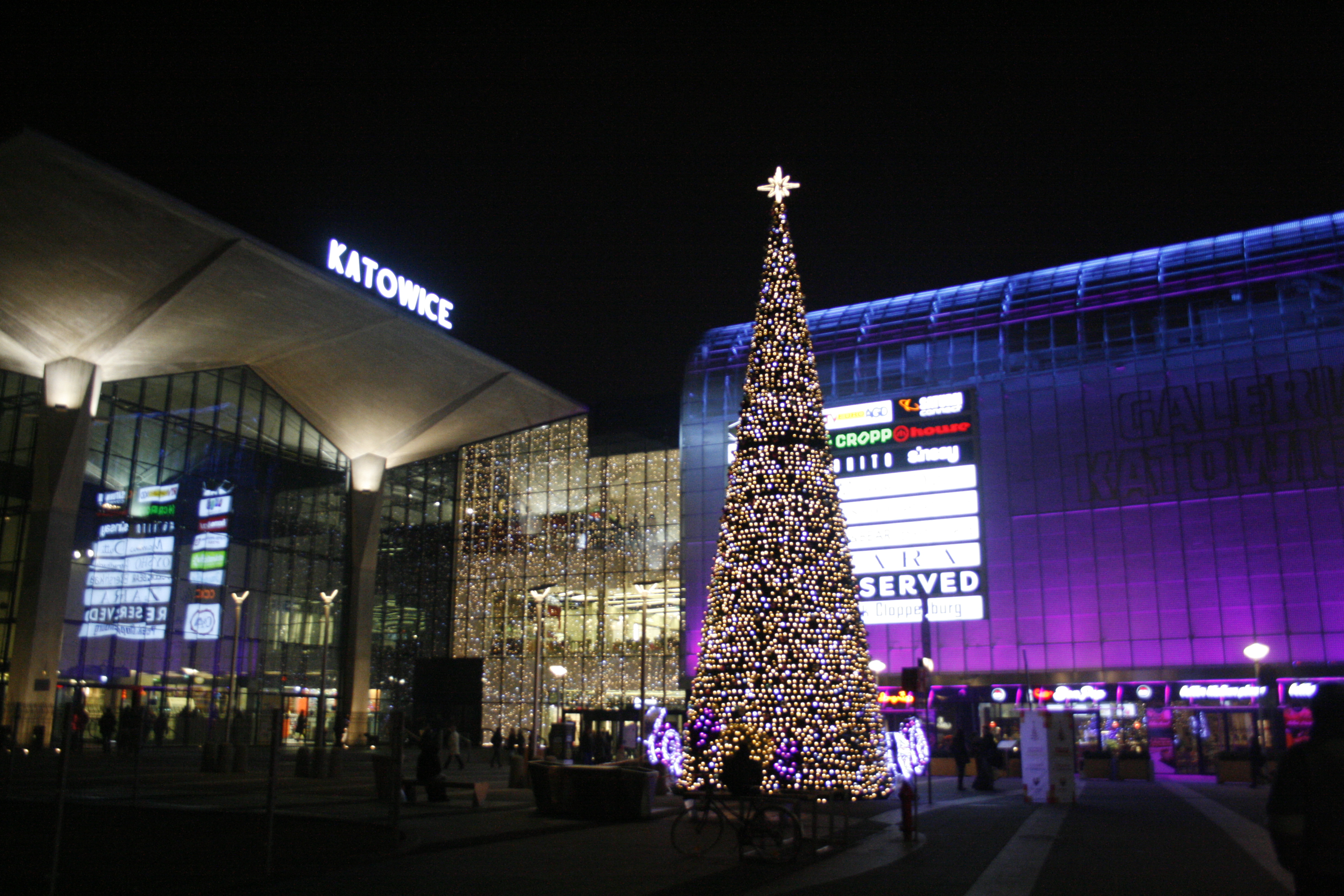
Fragment dworca kolejowego oraz iluminacja świąteczna widoczna z ul. Młyńskiej.
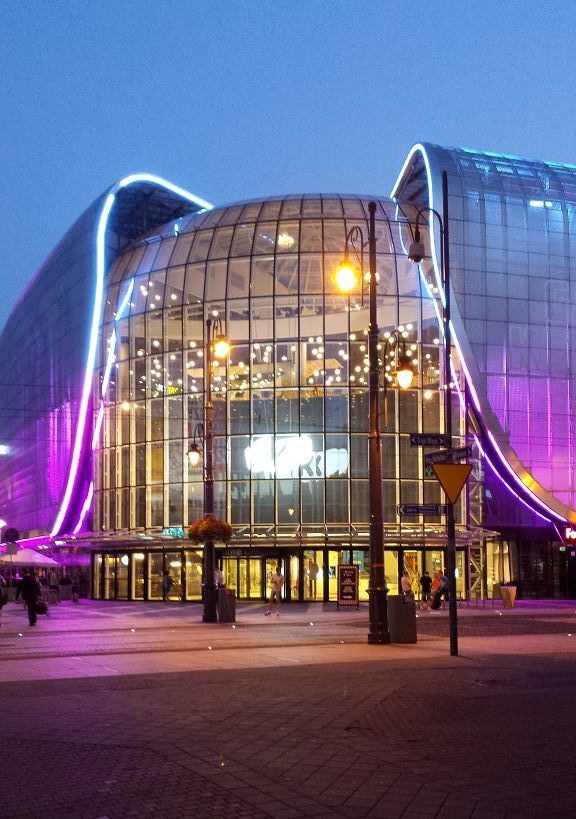
Galeria Katowicka w nocy
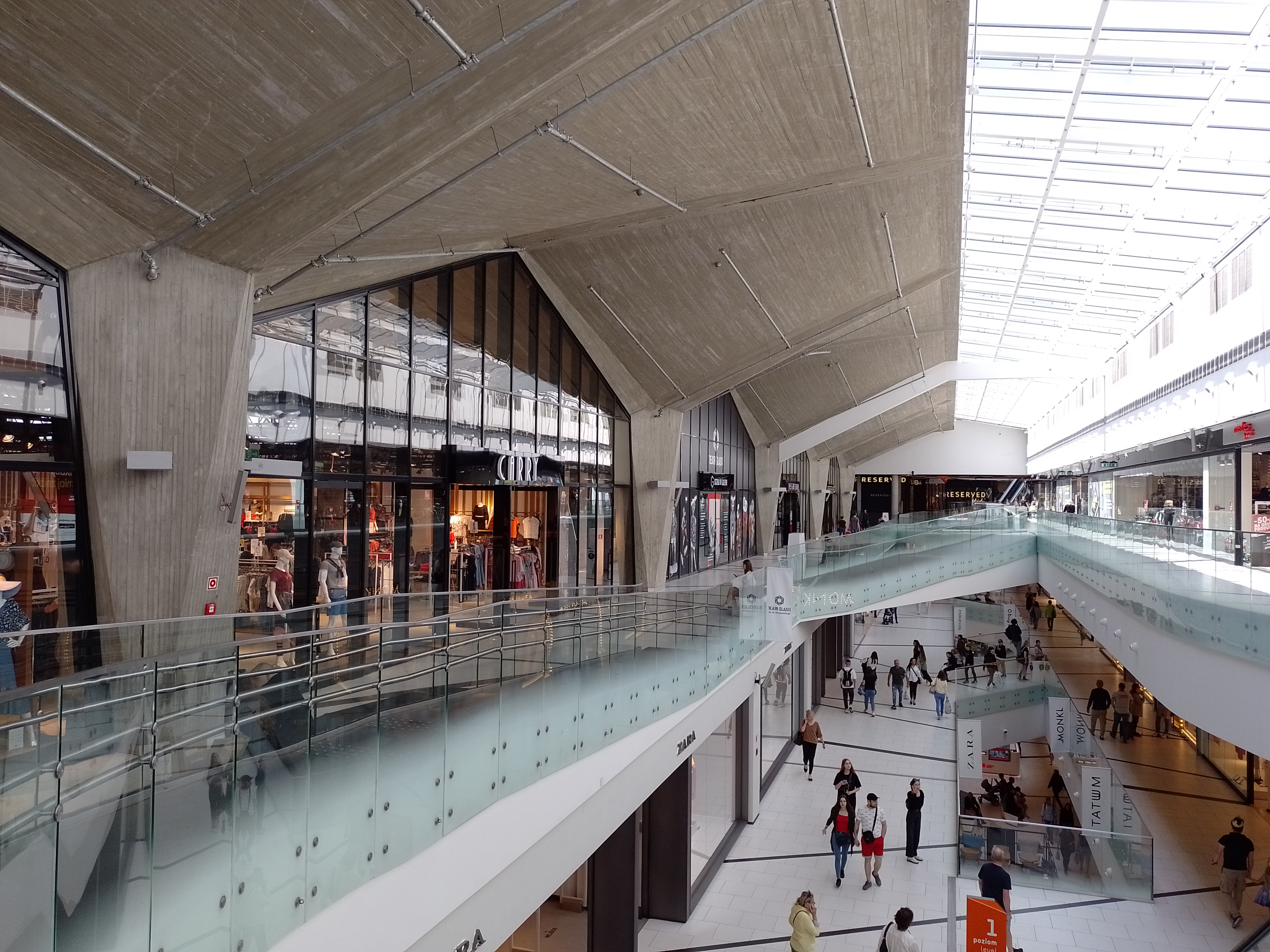
Wnętrze Galerii Katowickiej. Widoczne „kielichy” wzorowane na architekturze dawnego dworca kolejowego